# Cortinarius pinguis
Cortinarius pinguis är en svampart som först beskrevs av Sanford Myron Zeller, och fick sitt nu gällande namn av Peintner & M.M. Moser 2002. Cortinarius pinguis ingår i släktet Cortinarius och familjen spindlingar.   Inga underarter finns listade i Catalogue of Life.